# Słupia Kapitulna
Słupia Kapitulna ist eine Ortschaft mit einem Schulzenamt der Landgemeinde Rawicz im Powiat Rawicki der Woiwodschaft Großpolen in Polen.

## Geschichte
Auf dem Grund des Dorfs gibt es Spuren von Siedlungen aus dem 9. Jahrhundert. Das Dorf im Besitz des Domkapitels in Gniezno wurde im Jahr 1310 als Slup erstmals urkundlich erwähnt. Der Ortsname, ursprünglich Słuṕ, sekundär Słupia, ist vom Appellativ słuṕ (Pfeiler, Stütze, [Baum]Stumpf usw.) abgeleitet. Erst im Jahr 1920 wurde der Zusatz Kapitulna (von [Dom]Kapitel) im Namen hinzugefügt.
Um das Jahr 1580 umfasste die Pfarrei von Czesram außer Golejewko und Golejewo auch die Ortschaften Chojno, Góreczka Śliwna, Góreczka Żabia, Grabkowo, Stwolno, Słupia Kapitulna und Zielona Wieś. Die letzten wurden von sogenannten Hazaken schlesischer Herkunft gegründet bzw. besiedelt. Bis zum Jahr 1793 gehörten diese Ortschaften zur Woiwodschaft Posen. Im Zuge der Zweiten Polnischen Teilung kamen sie 1793 an Preußen und zum Kreis Kröben.
Nach dem Ende des Ersten Weltkriegs kam Słupia Kapitulna zu Polen, Woiwodschaft Posen. Beim Überfall auf Polen 1939 wurde das Gebiet von den Deutschen besetzt und dem Landkreis Rawitsch im Reichsgau Wartheland zugeordnet. Von 1975 bis 1998 gehörte Słupia Kapitulna zur Woiwodschaft Leszno.